# Буди (Ковилкінський район)
Бу́ди (рос. Буды, ерз. Буды) — присілок у складі Ковилкінського району Мордовії, Росія. Входить до складу Кочелаєвського сільського поселення.
Населення — 14 осіб (2010; 29 у 2002).
Національний склад станом на 2002 рік:
- росіяни — 100 %